# Kino (banda russa)
Kino (em russo:  Кино, pron. AFI: [kiˈno], "filme", "cinema"; frequentemente grafado em maiúsculas, КИНО) foi uma banda de rock soviética liderada por Viktor Tsoi. Foi um dos mais célebres grupos de rock da União Soviética durante a década de 1980, e até hoje é considerado um dos expoentes do gênero na Rússia.A banda lançou mais de 90 canções em sete álbuns de estúdio, além de compilações e álbuns ao vivo. Viktor Tsoi morreu em um acidente de carro em 1990. Pouco depois de sua morte, a banda se separou após lançar seu último álbum.

## Legado
Como uma das primeiras bandas de rock russas, Kino influenciou muito as bandas posteriores. Em 31 de dezembro de 1999, a estação de rádio de rock russa Nashe Radio anunciou as 100 melhores canções de rock russas do século 20 com base nos votos dos ouvintes. Kino teve dez músicas na lista, mais do que qualquer outra banda, e "Gruppa Krovi" ficou com o primeiro lugar. O jornal russo Komsomolskaya Pravda listou Kino como a segunda banda russa mais influente de todos os tempos.
O estilo lírico simples e identificável de Tsoi era muito acessível ao público de Kino e os ajudou a ganhar popularidade em toda a União Soviética. Embora não sejam excessivamente políticos, sua música coincidiu com as reformas liberais de Mikhail Gorbachev, como a glasnost e a perestroika. Além disso, o estilo ocidental de sua música aumentou a popularidade da cultura ocidental na União Soviética.
Kino permaneceu popular na Rússia moderna e Tsoi, em particular, tornou-se um ícone cult.

## Integrantes
- Viktor Tsoi (Виктор Цой) – vocalista e guitarrista (1981-1990)
- Yuri Kasparyan (Юрий Каспарян) – guitarra solo (1983-1990)
- Igor Tikhomirov (Игорь Тихомиров) – baixo (1986-1990)
- Georgiy Guryanov (Георгий Гурьянов) – bateria (1983-1990)

### Ex-integrantes
- Aleksei Rybin (Алексей Рыбин) – guitarra (1981-1983)
- Aleksander Titov (Александр Титов) – baixo (1983-1986)

## Discografia

### Álbuns de estúdio
1. 45 (1982)
2. Nachalnik Kamchatki (1984)
3. Eto ne lyubov... (1985)
4. Noch (1986)
5. Gruppa krovi (1988)
6. Posledniy geroy (1989)
7. Zvezda po imeni Solntse (1989)
8. Chyorniy albom (1990)

### Compilações e demos
1. Неизвестные песни Виктора Цоя (1982)
2. 46 (1983)
3. Red Wave: 4 Underground Bands from the USSR (1986)
4. Последний Герой (1989)
5. Лучшие Песни (2001)
6. Кино в кино (2002)
7. История Этого Мира (2002)
8. Последние записи (2002)

### Trilhas sonoras
1. The Beast - a canção "Trolleybus" é executada numa rádio.
2. Grand Theft Auto IV - a canção "Gruppa krovi" pode ser ouvida na Vladivostok FM, uma das emissoras de rádio do jogo
3. Needle
4. Sisters
5. The Half Life of Timofey Berezin

### Álbuns ao vivo
1. Концерт в Рок-Клубе (1985)
2. Концерт в Дубне (1987)
3. Акустический концерт (1988)